# Lajos Papp (compositeur)
 (mars 2019).
Pour les articles homonymes, voir Lajos Papp et Papp.
Dans le nom hongrois Papp, le nom de famille précède le prénom, mais cet article utilise l’ordre habituel en français Papp, où le prénom précède le nom.

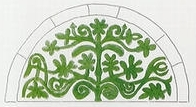
Représentation de égig érő fa, L'Arbre qui montait jusqu'au ciel (tympan du portail sud de l'église de Monoszló en Hongrie).

Lajos Papp (né à Debrecen le 18 août 1935 et mort à Oldenbourg le 17 janvier 2019) est un compositeur hongrois contemporain. Il a composé des pièces pour piano, notamment des études sur l'un des plus anciens contes populaires hongrois, L'Arbre qui montait jusqu'au ciel.

## Biographie
Lajos Papp étudia tout d'abord le piano et la composition au conservatoire local, puis la composition avec Ferenc Szabó et la direction avec László Somogyi à l'académie de musique Franz-Liszt de Budapest. L'éducation musicale qui y était dispensée ne comportait pas l'étude de la technique dodécaphonique de la seconde école de Vienne. Papp acquit ces techniques au travers de son étude personnelle des œuvres de Arnold Schönberg, Alban Berg et Anton Webern, alors difficiles à obtenir. En 1960, il termina ses études avec un diplôme de composition.
Jusqu'en 1968, il travailla en tant que professeur de piano et de théorie à l'école de musique de Budapest, où, au début des années 1960, il introduisit le sujet de la littérature musicale dans la foulée de l'effort de réforme, avec Erna Czövek et László Dobzay. Dans le même temps, il décida, dans le domaine de la composition, de se consacrer de plus en plus à la pédagogie. Au lieu de traiter isolément de la théorie musicale, de l'histoire de la musique et de la solmisation comme le prévoyait le programme précédemment en vigueur, ses leçons sur la théorie incluait une œuvre - généralement un opéra - de la première école de Vienne, puis de la période de la musique baroque et finalement de la période moderne (Béla Bartók), étudiée tout au long de l'année selon différentes perspectives.

## Œuvres
Lajos Papp distinguait lui-même dans son œuvre ce qui avait pour but la pédagogie et l'enseignement, et ce qu'il considérait comme œuvres artistiques. 

### Œuvres pédagogiques
Partitions pour l'enseignement du piano
- Drei Klavierstücke, 1970
- 27 kleine Klavierstücke, 1969
- Starting the Piano, 1969
- 22 kleine Klavierstücke, 1985
- Märchenbilder, 1987
- Kinderbilder aus Europa, 1987
- Aquarium, 1994
- Das Klavier-ABC, Teil 1, 1994
- Der kräftige Maulwurf für Klavier zu vier Händen, 1994
- Ungarische Weihnachtslieder, 1994
- Das Klavier-ABC, Teil 2, 1995
- Mosaik, 1997
- Images. Pièces pour piano à 2 et 4 mains, 1998

### Œuvres pour accordéon
- 44 leichte Stücke, 1990
- Der müde Hampelmann, 1991
- Pierrot träumt. Zwölf Stücke für Akkordeon, 1993

### Œuvres pour instruments à cordes
- Vier Stücke für Violoncello, 1973
- 15 kleine Violoncelloduos 1973
- Ungarische Weihnachtslieder für zwei Violinen, 1995

### Œuvres de musique de chambre
- Fünf Stücke für Violine und Klavier, 1968
- Drei Tänze für zwei Violinen und Klavier, 1968
- Tanz der Frösche. Kleine Kammermusiken für Blockflöte oder ein anderes Melodieinstrument und Akkordeon, Band 1, 1991
- Mosaik für Akkordeonquintett, 1992
- Ungarische Weihnachtslieder für zwei Blockflöten oder zwei Gitarren, 1994
- Ungarische Variationen für Violine und Klavier, 1985/1998
- Tanz der Frösche. Kleine Kammermusiken für Blockflöte oder ein anderes Melodieinstrument und Akkordeon, Band 2, 1998

### Ouvrage
- Méthode de piano pour débutants, édition trilingue, français, anglais et allemand, Paris, Henry Lemoine, 2006, 121 p., traduction par Dennis Collins, illustrations par Sophie Beaujard.